# 長歌
長歌（ちょうか）は、和歌の形式の一つ。

## 概要
五七、五七、…、五七、七の形式で、すなわち五七を三回以上繰り返し、最後を七音を加える。『万葉集』に多く見えるが、『古今和歌集』の時点ではすでに作られなくなっている。主に公の場でうたわれるもので、反歌を伴う。 
古くは必ずしも五または七でなく、字余り、字足らずになっている場合がある。長歌は柿本人麻呂においてその頂点に達した。

## 歴史
長歌の始まりは古代の歌謡にあると見られ、『日本書紀』や『古事記』の中に多くみられる。五音と七音の句を3回以上繰り返した形式のものが多く、それが次第に五・七音の最後に七音を加えて結ぶ形式に定型化していった。
『万葉集』の時代になると、長歌の後にそれを要約する形で、短歌形式（五七五七七）の（まれに旋頭歌形式の）反歌を付け加えることが多くなった。
平安時代に入り、『古今和歌集』が編纂される頃になると、「和歌」といえば短歌のことをさすようになり、長歌は次第に衰退していった。その制作は試作的であった。
二十一代集における長歌は、『古今和歌集』に5首（詠み人知らず、貫之、忠岑、躬恒および伊勢）、『拾遺和歌集』に5首（人麻呂、順、能宣、詠み人知らずおよび兼家）、『千載和歌集』に3首（俊頼、崇徳院および待賢門院堀川）、『新千載和歌集』に2首（公能および雅経）、『新拾遺和歌集』に5首（赤人、詠み人知らず、経信、花山院および顕輔）、『新続古今和歌集』に4首（経信、後小松院、雅縁および頓阿）の24首であるが、人麻呂や赤人はいうまでもなく、『新拾遺和歌集』の詠み人知らずは『万葉集』巻三にある鴨君足人香具山歌であるから、この3首を除けば、21首となる。また歌調はこの時代は七五調になり、文学的な価値も高くない。また「長歌」と称されたのは『拾遺和歌集』においてのみであり、他の3つの和歌集では『古今和歌集』におけるのと同様に、そのいずれにおいても「短歌」と称された。
江戸時代になると、国学において『万葉集』の研究が重きをなしたことにともない、再び詠まれるようになったが、その制作は擬古的、摸倣的であった。その作者は賀茂真淵その他である。
明治時代以降は再びの衰退をみたが、1888年9月に佐々木弘綱が「長歌改良論」を『筆の花』に発表。以後、山田美妙「長歌改良論を読んで」（『読売新聞』11月7日）、佐々木「長歌改良余論」（11月18日）、海上胤平「長歌改良論弁駁」（『筆の花』1889年3月 - 7月）と、1888年から89年にかけて論争がおこなわれた。
窪田空穂は例外的によく作った。太平洋戦争の終戦後にシベリア抑留で命を落とした次男を悼んで詠んだ、史上最長の長歌「捕虜の死」（歌集『冬木原』所収）は名高い。

## 例
『万葉集』5、 山上憶良 「子等を思ふ歌」
瓜食(は)めば　子ども思ほゆ　栗食めば　まして偲はゆ いづくより　来りしものぞ　眼交(まなかひ)に　もとなかかりて 安眠(やすい)し寝(な)さぬ（802）
反歌　銀(しろかね)も　金(くがね)も玉も　何せむに　まされる宝子にしかめやも（803）

『万葉集』5、 山上憶良「貧窮問答歌」
天地は　広しといへど　吾（あ）が為は　狭（さ）くやなりぬる　日月は　明しといへど　吾が為は　照りや給はぬ　人皆か　吾のみや然る　わくらばに　人とはあるを　人並に　吾も作（な）れるを　綿も無き　布肩衣の　海松（みる）の如　わわけ下がれる　裾褄（かかふ）のみ　肩にうち懸け　伏盧（ふせいほ）の　曲盧(まげいほ)の内に　直土(ひたつち)に　藁（わら）解き敷きて　父母は　枕の方に　妻子どもは　足（あと）の方に　囲（かく）み居て　憂へ吟（さまよ）ひ　竃（かまど）には　火気（ほけ）ふき立てず　甑（こしき）には　蜘蛛の巣懸きて　飯（いひ）炊（かし）く　事も忘れて　鶴（ぬえ）鳥の　哺吟（のどよ)ひ居るに　いとのきて　短き物を　端裁（はしき)ると　云へるが如く　楚（しもと）取る　里長が声は　寝屋戸まで　来立ち呼ばひぬ　かくばかり　術無きものか　世間（よのなか）の道（892）
反歌　世の中を　厭（う）しと恥（やさ）しと　思へども　飛び立ちかねつ　鳥にしあらねば（893）
『万葉集』3、山部赤人「不盡山を望てよめる歌」
天地の　別れし時ゆ　神さびて　高く貴き　駿河なる　富士の高嶺を　天の原　振り放（さ）け見れば　渡る日の　影も隠らひ　照る月の　光も見えず　白雲も　い行きはばかり　時じくぞ　雪は降りける　語り継ぎ　言ひ継ぎ行かむ　富士の高嶺は（317）
反歌　田子の浦ゆ　打ち出でて見れば　真白にぞ　富士の高嶺に　雪は降りける（318）